# Leptostylus plumeoventris
Leptostylus plumeoventris es una especie de escarabajo longicornio del género Leptostylus, categorizada en la tribu Acanthocinini, de la subfamilia Lamiinae. Fue descrita por Linsley en 1934.

## Descripción
Mide 8 mm de longitud.

## Distribución
Se distribuye por México.